# Tortugaster boschmai
Tortugaster boschmai är en kräftdjursart som beskrevs av Brinkman. Tortugaster boschmai ingår i släktet Tortugaster och familjen Peltogastridae. Arten är reproducerande i Sverige. Inga underarter finns listade i Catalogue of Life.